# Деревня Лесоучастка
Лесоучастка — деревня в Талдомском районе Московской области России, входит в состав сельского поселения Ермолинское. Население — 17 чел. (2010).
1994—2006 гг. — деревня Ермолинского сельского округа Талдомского района.

## География
Расположена на севере Московской области, в северо-восточной части Талдомского района, примерно в 23 км к северо-востоку от центра города Талдома, с которым связана прямым автобусным сообщением (маршруты № 27 и 34).
Ближайшие населённые пункты — деревни Ермолино, Жизнеево и Ширятино. Юго-восточнее деревни находится природный заказник «Озеро Золотая Вешка и прилегающий лесной массив», юго-западнее — участок «Апсаревское урочище» государственного природного заказника «Журавлиная родина».

## Население
| 2002 | 2006 | 2010 |
| ---- | ---- | ---- |
| 15   | ↘14  | ↗17  |